# 韋恩貝格山
67°27′S 67°34′W / 67.450°S 67.567°W
韋恩貝格山（俄语：Вейнберг），是南極洲的山峰，位於葛拉漢地的盧貝海岸，處於阿羅史密斯半島的哈斯拉姆高地南部，海拔高度約900米，以俄羅斯物理學家命名，現時由南極條約體系管理。